# Collegio elettorale di Atripalda (Camera dei deputati)
Il collegio di Atripalda fu un collegio elettorale uninominale della Repubblica Italiana per l'elezione della Camera dei deputati. Apparteneva alla circoscrizione Campania 2 e fu utilizzato per eleggere un deputato nella XII, XIII e XIV legislatura.
Venne istituito nel 1993 con la cosiddetta Legge Mattarella (Legge n. 277, Nuove norme per l'elezione della Camera dei deputati), attuata in seguito al referendum abrogativo del 1993. La legge istituì per la Camera dei deputati e per il Senato della Repubblica un sistema di elezione misto, in parte maggioritario e in parte proporzionale. Il 75% dei parlamentari dell'assemblea veniva eletto in collegi uninominali tramite sistema maggioritario a turno unico; il restante 25% alla Camera veniva eletto tramite sistema proporzionale con liste bloccate.
Il collegio venne abolito insieme a tutti gli altri che costituivano la Camera con la promulgazione della legge elettorale successiva, la cosiddetta Legge Calderoli. Questa prevedeva un sistema proporzionale con premio di maggioranza, che alla Camera veniva attribuito a livello nazionale.

## Territorio
Il collegio di Atripalda era uno dei 47 collegi uninominali in cui era suddivisa la Campania e, come previsto dal D.Lgs. del 20 dicembre 1993 n. 536, era compreso nelle province di Avellino e di Benevento e comprendeva i seguenti comuni: Aiello del Sabato, Atripalda, Avella, Baiano, Cervinara, Cesinali, Contrada, Domicella, Forino, Lauro, Marzano di Nola, Monteforte Irpino, Montoro Inferiore, Montoro Superiore, Moschiano, Mugnano del Cardinale, Pago del Vallo di Lauro, Pannarano, Pietrastornina, Quadrelle, Quindici, Roccabascerana, Rotondi, San Martino Valle Caudina, San Michele di Serino, Santa Lucia di Serino, Serino, Sirignano, Solofra, Sperone e Taurano.

## Eletti
| Elezione | Elezione | Deputato          | Partito            |
| -------- | -------- | ----------------- | ------------------ |
|          | 1994     | Alberta De Simone | Progressisti (PDS) |
|          | 1996     | Alberta De Simone | L'Ulivo (PDS/DS)   |
| 2001     |          | Alberta De Simone | L'Ulivo (PDS/DS)   |

## Dati elettorali

### XII legislatura

#### Risultati proporzionale
| Coalizioni        | Coalizioni                  | Liste                       | Liste                              | Voti   | %     |
| ----------------- | --------------------------- | --------------------------- | ---------------------------------- | ------ | ----- |
|                   | Progressisti                |                             | Partito Democratico della Sinistra | 14.927 | 19,29 |
|                   | Progressisti                | Partito Socialista Italiano | 4.071                              | 5,26   |       |
|                   | Progressisti                | Rifondazione Comunista      | 3.762                              | 4,86   |       |
|                   | Progressisti                | Federazione dei Verdi       | 1.863                              | 2,41   |       |
|                   | Progressisti                | Alleanza Democratica        | 728                                | 0,94   |       |
| Totale coalizione | Totale coalizione           | 25.351                      | 32,76                              |        |       |
|                   | Patto per l'Italia          |                             | Partito Popolare Italiano          | 14.399 | 18,61 |
|                   | Patto per l'Italia          | Patto Segni                 | 4.337                              | 5,60   |       |
| Totale coalizione | Totale coalizione           | 18.736                      | 24,21                              |        |       |
|                   | Forza Italia                | Forza Italia                | Forza Italia                       | 14.048 | 18,15 |
|                   | Alleanza Nazionale          | Alleanza Nazionale          | Alleanza Nazionale                 | 13.195 | 17,05 |
|                   | Riformisti Irpini           | Riformisti Irpini           | Riformisti Irpini                  | 2.212  | 2,86  |
|                   | Lista Pannella              | Lista Pannella              | Lista Pannella                     | 1.855  | 2,40  |
|                   | Socialdemocrazia            | Socialdemocrazia            | Socialdemocrazia                   | 829    | 1,07  |
|                   | Unità Popolare              | Unità Popolare              | Unità Popolare                     | 657    | 0,85  |
|                   | Unione Democratica Italiana | Unione Democratica Italiana | Unione Democratica Italiana        | 320    | 0,41  |
|                   | Alleanza Meridionale        | Alleanza Meridionale        | Alleanza Meridionale               | 189    | 0,24  |
| Totale            | Totale                      | Totale                      | Totale                             | 77.392 |       |

#### Risultati uninominale
|                               | Alberta De Simone ✔️ Eletta | Progressisti         | 21 306 | 26,45 |  |  |  |  |  |
|                               | Giuseppe Gargani            | Patto per l'Italia   | 20 552 | 25,51 |  |  |  |  |  |
|                               | Arturo Iannaccone           | FI - CCD - UDC - PLD | 14 567 | 18,08 |  |  |  |  |  |
|                               | Nicolina Brevetti           | Alleanza Nazionale   | 12 571 | 15,61 |  |  |  |  |  |
|                               | Aniello De Chiara           | Riformisti Irpini    | 11 555 | 14,34 |  |  |  |  |  |
| Totale                        | Totale                      | Totale               | 80 551 | 100   |  |  |  |  |  |
|                               |                             |                      |        |       |  |  |  |  |  |
| Fonte: Ministero dell'interno |                             |                      |        |       |  |  |  |  |  |

### XIII legislatura

#### Risultati proporzionale
| Coalizioni        | Coalizioni                         | Liste                                     | Liste                              | Voti   | %     |
| ----------------- | ---------------------------------- | ----------------------------------------- | ---------------------------------- | ------ | ----- |
|                   | Polo per le Libertà                |                                           | Alleanza Nazionale                 | 13.110 | 16,95 |
|                   | Polo per le Libertà                | Forza Italia                              | 12.557                             | 16,24  |       |
|                   | Polo per le Libertà                | CCD-CDU                                   | 9.360                              | 12,10  |       |
| Totale coalizione | Totale coalizione                  | 35.027                                    | 45,29                              |        |       |
|                   | L'Ulivo                            |                                           | Partito Democratico della Sinistra | 17.408 | 22,51 |
|                   | L'Ulivo                            | Popolari per Prodi (PPI-SVP-PRI-UD-Prodi) | 11.940                             | 15,44  |       |
|                   | L'Ulivo                            | Rinnovamento Italiano                     | 3.269                              | 4,23   |       |
|                   | L'Ulivo                            | Federazione dei Verdi                     | 1.112                              | 1,44   |       |
| Totale coalizione | Totale coalizione                  | 33.729                                    | 43,62                              |        |       |
|                   | Progressisti                       |                                           | Rifondazione Comunista             | 4.567  | 55,90 |
|                   | Movimento Sociale Fiamma Tricolore | Movimento Sociale Fiamma Tricolore        | Movimento Sociale Fiamma Tricolore | 1.341  | 1,73  |
|                   | Partito Socialista                 | Partito Socialista                        | Partito Socialista                 | 1.192  | 1,54  |
|                   | Lista Pannella - Sgarbi            | Lista Pannella - Sgarbi                   | Lista Pannella - Sgarbi            | 1.041  | 1,35  |
|                   | Patto per l'Agro                   | Patto per l'Agro                          | Patto per l'Agro                   | 264    | 0,34  |
|                   | Movimento Rinascita Italiana       | Movimento Rinascita Italiana              | Movimento Rinascita Italiana       | 182    | 0,24  |
| Totale            | Totale                             | Totale                                    | Totale                             | 77.343 |       |

#### Risultati uninominale
|                               | Alberta De Simone ✔️ Eletta | L'Ulivo             | 42 171 | 54,83 |  |  |  |  |  |
|                               | Cosimo Sibilia              | Polo per le Libertà | 30 464 | 39,61 |  |  |  |  |  |
|                               | Rosario Lamberti            | Fiamma Tricolore    | 4 272  | 5,55  |  |  |  |  |  |
| Totale                        | Totale                      | Totale              | 76 907 | 100   |  |  |  |  |  |
|                               |                             |                     |        |       |  |  |  |  |  |
| Fonte: Ministero dell'interno |                             |                     |        |       |  |  |  |  |  |

### XIV legislatura

#### Risultati proporzionale
| Coalizioni        | Coalizioni              | Liste                   | Liste                                 | Voti   | %     |
| ----------------- | ----------------------- | ----------------------- | ------------------------------------- | ------ | ----- |
|                   | Casa delle Libertà      |                         | Forza Italia                          | 21.645 | 27,08 |
|                   | Casa delle Libertà      | Alleanza Nazionale      | 10.272                                | 12,85  |       |
|                   | Casa delle Libertà      | CCD-CDU                 | 5.644                                 | 7,06   |       |
|                   | Casa delle Libertà      | Nuovo PSI               | 1.171                                 | 1,47   |       |
| Totale coalizione | Totale coalizione       | 38.732                  | 48,46                                 |        |       |
|                   | L'Ulivo                 |                         | La Margherita (Dem - PPI - RI- UDEUR) | 13.415 | 16,78 |
|                   | L'Ulivo                 | Democratici di Sinistra | 10.053                                | 12,58  |       |
|                   | L'Ulivo                 | Il Girasole (FdV - SDI) | 3.313                                 | 4,14   |       |
|                   | L'Ulivo                 | Comunisti Italiani      | 1.197                                 | 1,50   |       |
| Totale coalizione | Totale coalizione       | 27.978                  | 35,00                                 |        |       |
|                   | Rifondazione Comunista  | Rifondazione Comunista  | Rifondazione Comunista                | 3.323  | 4,16  |
|                   | Lista Di Pietro         | Lista Di Pietro         | Lista Di Pietro                       | 3.080  | 3,85  |
|                   | Democrazia Europea      | Democrazia Europea      | Democrazia Europea                    | 3.016  | 3,77  |
|                   | Fiamma Tricolore        | Fiamma Tricolore        | Fiamma Tricolore                      | 1.363  | 1,71  |
|                   | Lista Pannella - Bonino | Lista Pannella - Bonino | Lista Pannella - Bonino               | 1.273  | 1,59  |
|                   | Liberi e Forti          | Liberi e Forti          | Liberi e Forti                        | 386    | 0,48  |
|                   | Socialisti Autonomisti  | Socialisti Autonomisti  | Socialisti Autonomisti                | 371    | 0,46  |
|                   | Movimento delle Libertà | Movimento delle Libertà | Movimento delle Libertà               | 188    | 0,24  |
|                   | Paese Nuovo             | Paese Nuovo             | Paese Nuovo                           | 155    | 0,19  |
|                   | Abolizione scorporo     | Abolizione scorporo     | Abolizione scorporo                   | 65     | 0,08  |
| Totale            | Totale                  | Totale                  | Totale                                | 79.930 |       |

#### Risultati uninominale
|                               | Alberta De Simone ✔️ Eletta | L'Ulivo            | 36 609 | 44,58 |  |  |  |  |  |
|                               | Arturo Iannaccone           | Casa delle Libertà | 34 412 | 41,91 |  |  |  |  |  |
|                               | Aldo Cipolletta             | Democrazia Europea | 5 900  | 7,19  |  |  |  |  |  |
|                               | Anna Colucci                | Lista Di Pietro    | 3 055  | 3,72  |  |  |  |  |  |
|                               | Michele Giarletta           | Fiamma Tricolore   | 2 137  | 2,60  |  |  |  |  |  |
| Totale                        | Totale                      | Totale             | 82 113 | 100   |  |  |  |  |  |
|                               |                             |                    |        |       |  |  |  |  |  |
| Fonte: Ministero dell'interno |                             |                    |        |       |  |  |  |  |  |